# Villeneuve-Minervois
Villeneuve-Minervois en francés, en idioma occitano Vilanava de Menerbés, es una ciudad francesa, situada en el departamento del Aude en la región de Languedoc-Roussillon. Sus habitantes reciben el gentilicio de  Villenovois.

## Lugares de interés
- Dolmen Palet de Rotllan
- Dolmen Tomba de Rotllan, del tercer milenio antes de Cristo.
- Dolmen Ròcatraucada
- Molino de harina del año 1819.